# Uchouten LOVE
Uchouten LOVE (有頂天ＬＯＶＥ?  Amor Euforico) es el sexto sencillo de sello importante lanzado por S/mileage. El sencillo fue lanzado en 4 ediciones limitadas y 1 edición regular, con las limitadas A, B y C con un DVD extra. El sencillo estaba programado para lanzarse el 6 de julio de 2011, pero se retrasó hasta el 3 de agosto de 2011. El single V fue lanzado el 10 de agosto de 2011. La ~ mezcla de rocketman ~ fue lanzada digitalmente el 18 de agosto de 2011. Es el último single que presenta a Saki Ogawa, así como la formación inicial de 4 miembros. 

## Lista de canciones

### Edición Regular
- Uchouten LOVE
- Chu! Natsu Party (チュッ！夏パ～ティ; Kiss! Summer Party) (3nin Matsuri cover)
- Uchouten LOVE (Instrumental)

### Edición Limitada A
CD
- Uchouten LOVE
- Jitensha Chiririn (自転車チリリン; Bicycle Ding-a-Ling)
- Uchouten LOVE (Instrumental)

DVD
- Uchouten LOVE (Dance Shot Ver.)

### Edición Limitada B
CD
- Uchouten LOVE
- Jitensha Chiririn
- Uchouten LOVE (Instrumental)

DVD
- Uchouten LOVE (4Shot Lip Ver.)

### Edición Limitada C
CD
- Uchouten LOVE
- Jitensha Chiririn
- Uchouten LOVE (Instrumental)

DVD
- Uchouten LOVE (Kouka Seishou Ver.) (有頂天LOVE (校歌斉唱 Ver.); (School Chorus Ver.))

### Edición Limitada D
- Uchouten LOVE
- Jitensha Chiririn
- Uchouten LOVE (Instrumental)

### Single V
- Uchouten LOVE (MUSIC VIDEO)
- Uchouten LOVE (Chou Close-up Ver.)
- Making Eizou (メイキング映像; Making the Video)

### Event V
- Uchouten LOVE (Deco Mic Ver.)
- Uchouten LOVE (Wada Ayaka Chou Close-up Ver.)
- Uchouten LOVE (Maeda Yuuka Chou Close-up Ver.)
- Uchouten LOVE (Fukuda Kanon Chou Close-up Ver.)
- Uchouten LOVE (Ogawa Saki Chou Close-up Ver.)

### Edición Remix
- Uchouten LOVE ~rocketman mix~ (有頂天LOVE～rocketman mix～)

## Miembros presentes
- Ayaka Wada
- Yuuka Maeda
- Kanon Fukuda
- Saki Ogawa (Último sencillo)